# Schmid-Schacht

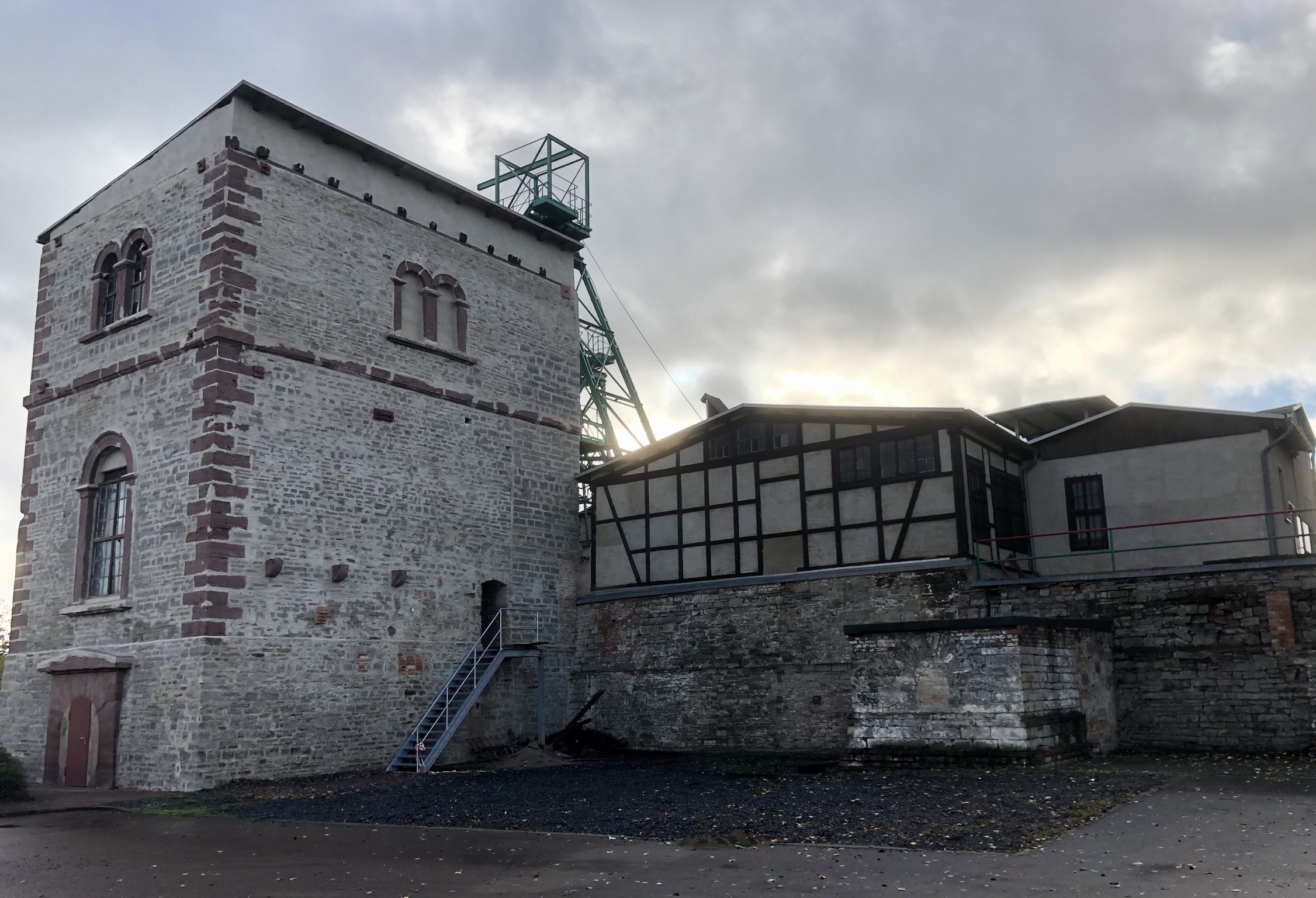
Schmid-Schacht, 2019

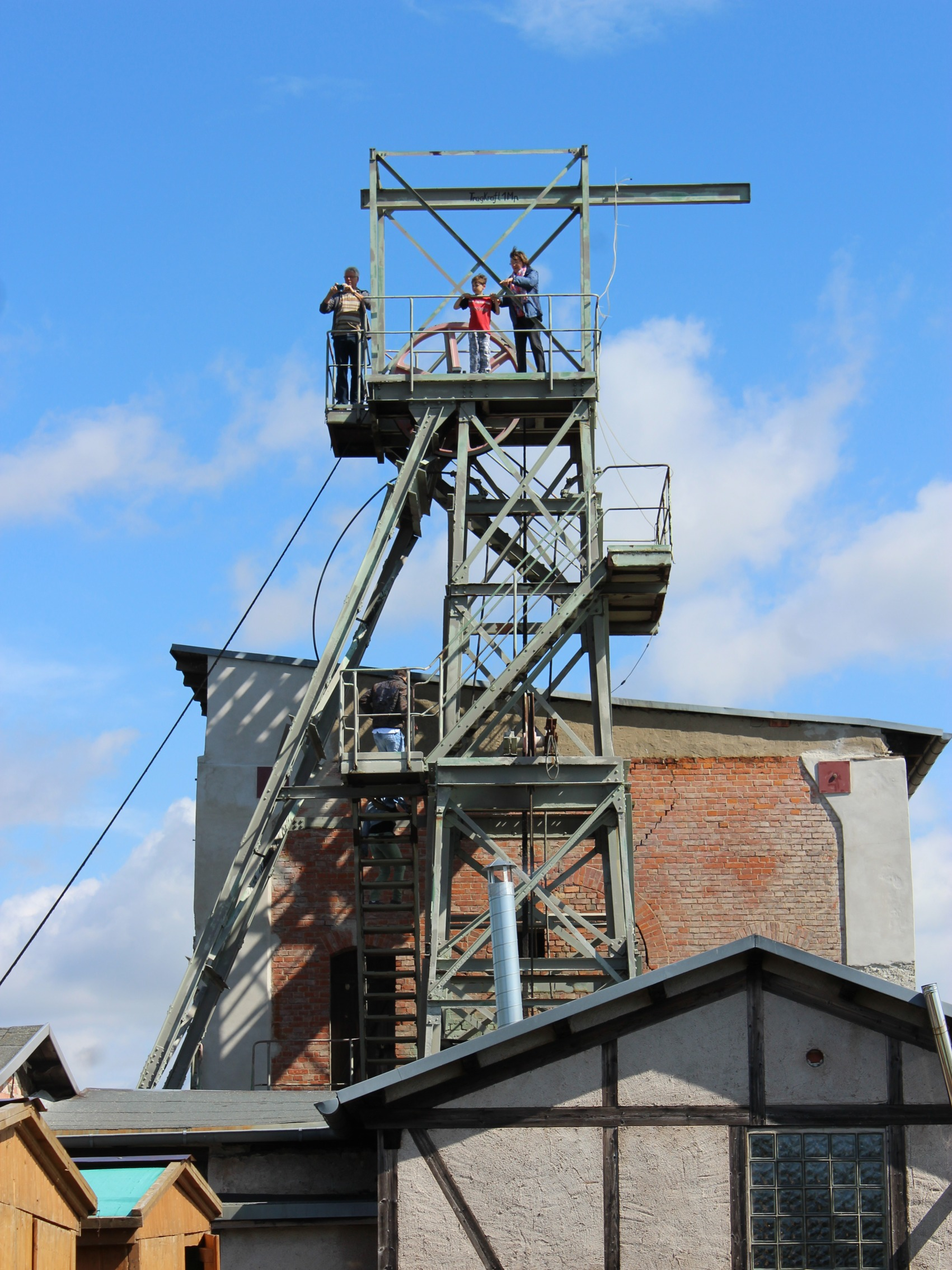
Fördergerüst, 2016

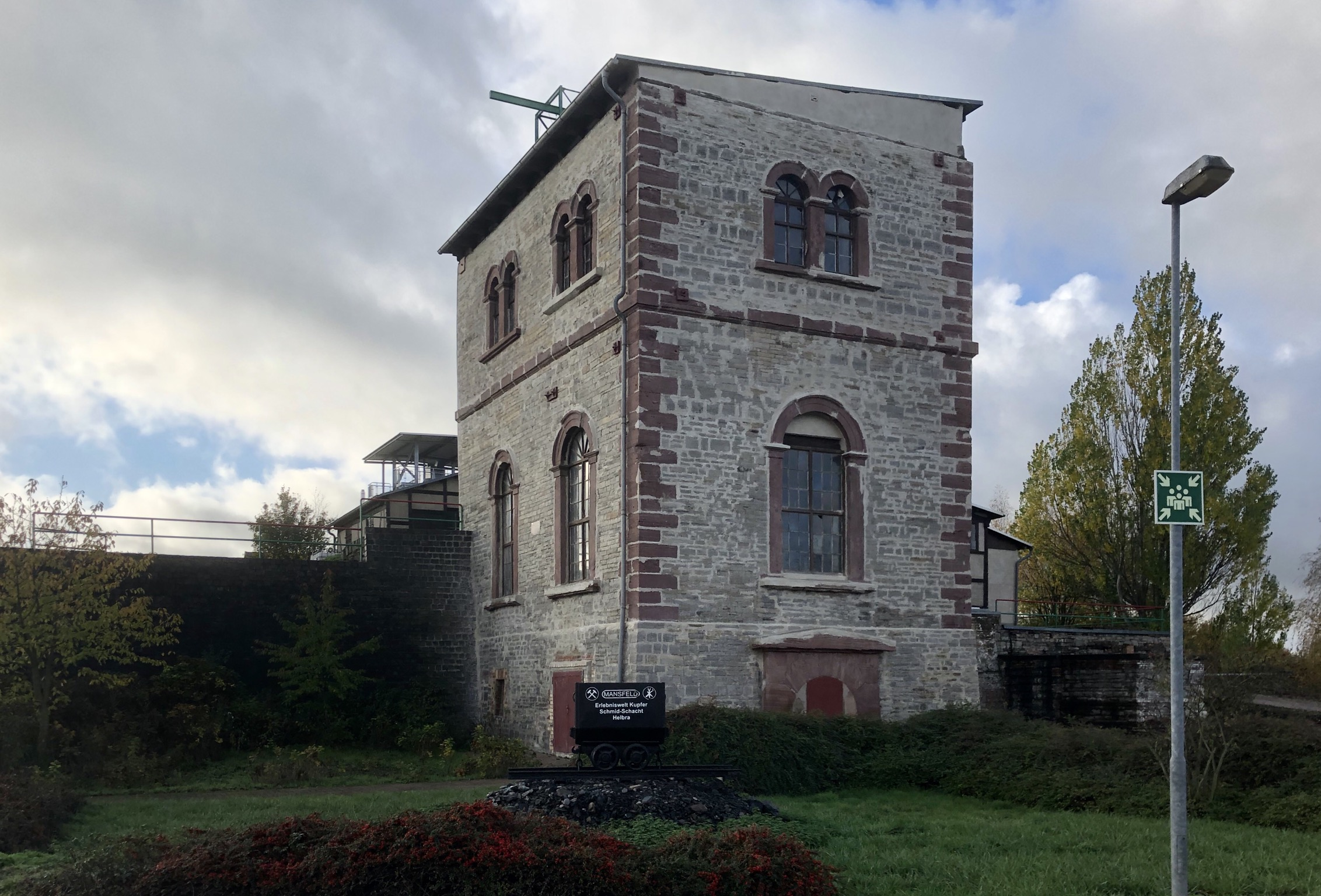
Blick von Nordosten, 2019

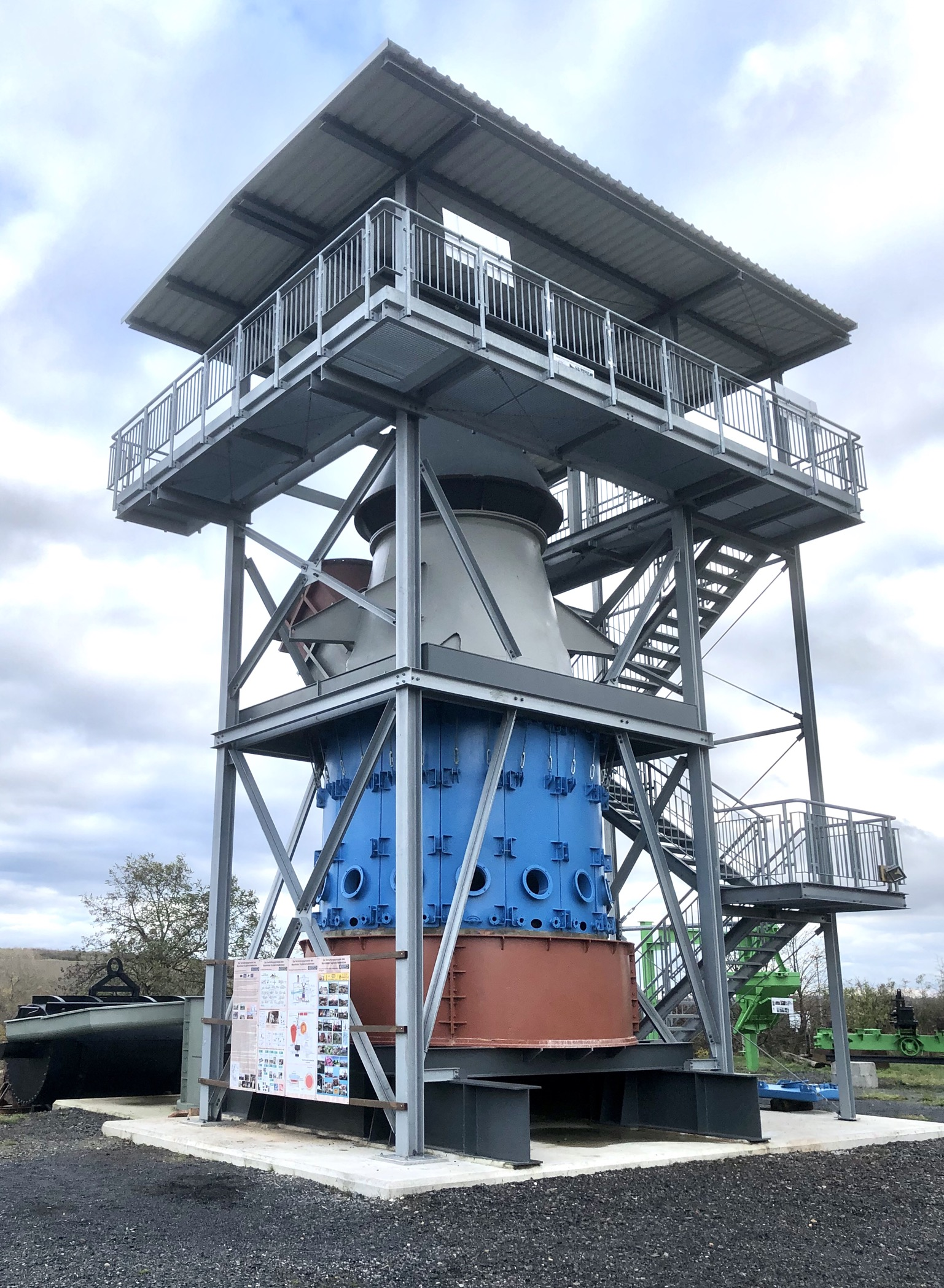
Schmelzofen X südlich des Schachts im Jahr 2019

Der Schmid-Schacht ist eine denkmalgeschützte Bergbauanlage in Helbra in Sachsen-Anhalt.

## Lage
Er befindet sich am südlichen Ortseingang von Helbra, auf der Westseite der Hauptstraße. Nördlich führt die Eisenbahnstrecke der Wipperliese entlang, die hier in der Vergangenheit auch einen Haltepunkt für Sonderfahrten unterhielt.

## Geschichte
Der Schacht wurde in den Jahren 1844 bis 1846 bis auf eine Tiefe von 184 Metern abgeteuft, bei Abmaßen von 2,5 mal 4,4 Metern. Mit ihm erfolgte erstmals die Erschließung der Tiefe des Schlüsselstollens des Helbraer Kupferbergbau-Reviers. Die Benennung geht auf den Mansfelder Hüttenmeister Carl Friedrich Schmid (1790–1845) zurück. Bei den Teufarbeiten gab es erhebliche Probleme mit Schlotten und eindringendem Wasser. Das Wasser wurde in eine unterhalb des Schachts vorgetriebene Strecke über eine Vorbohrung eingeleitet.
Bereits 1864 verlor der Schmid-Schacht seine Funktion als Förderschacht, da dafür der neu angelegte Ernst-Schacht diente. Es erfolgte eine Umrüstung zum Schacht für die Wasserhaltung. Bis zum Anschluss des Schachts an den Schlüsselstollen im Jahr 1879 wurde das Wasser über Pumpen gehoben, danach erfolgte die Ableitung in den Schlüsselstollen. Ab 1900 wurden täglich etwa 500 m³ Wasser dann als Trink- und Brauchwasser gefördert.
Im Umfeld des Schachts befand sich ab Oktober 1880 die 1951 in August-Bebel-Hütte umbenannte Kochhütte. Sie stellte am 10. September 1990, das Kupferschiefer war weitgehend ausgebeutet, ihre Produktion ein. Die Trink- und Brauchwasserförderung aus dem Schmid-Schacht wurde 1992 eingestellt. Bis 2006 wurde die Befahrung noch für Kontrollen von Teilen des Schlüsselstollens durchgeführt. 2006 wurde der Schacht verfüllt.
2011 gründete sich der Förderverein Schmid-Schacht Helbra e.V. Südlich des Schmid-Schachtes wurde 2013 der Schmelzofen X der ehemaligen August-Bebel-Hütte aufgestellt.
Im örtlichen Denkmalverzeichnis ist die Bergbauanlage unter der Erfassungsnummer 107 40032 als Baudenkmal verzeichnet.

## Architektur
Erhalten ist an der Halde des Schmid-Schachts der um 1850 aus Zechstein errichtete dreigeschossige Förderturm. Die Gewände der Fensteröffnungen sind als Rundbögen aus Siebegeröder Sandstein ausgeführt. Aus dem gleichen Material entstand auch die Verdachung des Portals. Im Gebäudeinneren ist ein eintrümig angelegter Förderhaspel aus dem Jahr 1892 erhalten.
An den Förderturm schließt sich ein als eingeschossiger Fachwerkbau ausgeführtes Fördermaschinenhaus mitsamt Schachtkaue an. Im Maschinenhaus steht eine Bobinen-Flachseil-Fördermaschine aus dem Jahr 1908. Darüber hinaus besteht eine Bergschmiede mit erhaltener Werkzeugausstattung und Schmiedefeuer. Über der Anlage erhebt sich ein genietetes Fördergerüst. Die Befahrung erfolgte mit einem für zwei Personen ausgelegten Förderkorb.
Die Schachtanlage gilt als eine der letzten Anlagen ihrer Art im Bereich der Mansfelder Mulde und zeigt die verschiedenen bergbaulichen Funktionen in bemerkenswerter Geschlossenheit.